# Columnea fritschii
Columnea fritschii là một loài thực vật có hoa trong họ Tai voi. Loài này được (Rusby) J.F.Sm. mô tả khoa học đầu tiên năm 1994.